# Gruppo di Visegrád
Il Gruppo di Visegrád (in polacco Grupa Wyszehradzka, in ungherese Visegrádi Együttműködés, in slovacco Višegrádská skupina, in ceco Vyšehradská skupina), noto anche come Visegrád 4 o V4, è un'alleanza culturale e politica di quattro paesi dell'Europa centrale - membri dell'Unione dal 2004 - ai fini dell'avanzamento militare, culturale, economico e della cooperazione energetica; in più il gruppo serve a promuovere l'integrazione dei singoli Stati nell'Unione europea.
Il gruppo trae le sue origini dalle riunioni dei leader della ex-Cecoslovacchia, dell'Ungheria e della Polonia tenutesi nel castello-città ungherese di Visegrád il 15 febbraio 1991. Visegrád fu scelto come luogo dell'incontro nel 1991 come allusione al Congresso medioevale di Visegrád nel 1335 tra Giovanni I di Boemia, Carlo I d'Ungheria e Casimiro III di Polonia. Dopo lo scioglimento della Cecoslovacchia nel 1993, la Repubblica Ceca e la Slovacchia divennero membri indipendenti del gruppo, aumentando così il numero di membri da tre a quattro. Tutti e quattro i membri del gruppo Visegrád hanno aderito all'Unione europea il 1º maggio 2004.

## Storia

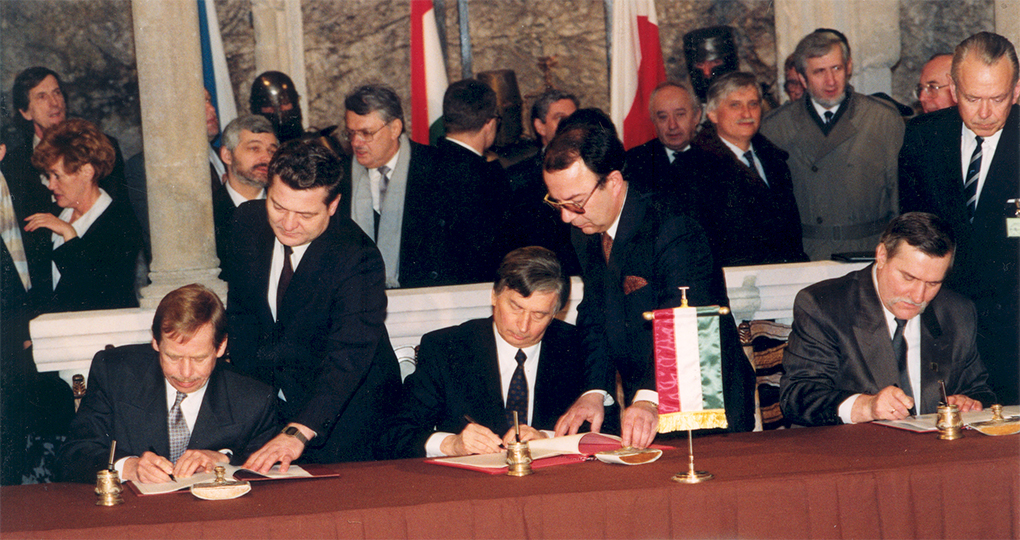
Il cerimoniale della firma al vertice di Visegrád, 1991

Il Gruppo di Visegrád (pronuncia: "viscegrad") si è costituito a seguito di un vertice dei capi di Stato e di governo di Cecoslovacchia, Ungheria e Polonia tenutosi nella piccola cittadina ungherese di Visegrád, posta sulle rive del Danubio, già luogo di conservazione della Sacra Corona Apostolica di Santo Stefano d'Ungheria e corte del grande sovrano rinascimentale Mattia Corvino, il 15 febbraio 1991. L'incontro si era svolto per stabilire e rafforzare la cooperazione fra questi tre stati (divenuti quattro il 1º gennaio del 1993 con la divisione consensuale della Cecoslovacchia), allo scopo di promuovere l'integrazione unitaria del gruppo nell'Unione europea. Questo tipo di approccio fallì e si passò presto a rapporti diretti tra Bruxelles e i singoli stati candidati.
Tutti i membri del Gruppo di Visegrád sono entrati nell'Unione europea il 1º maggio 2004, l'unico paese tra questi ad aver adottato l'euro è la Slovacchia dal 2009. In origine era prevista la partecipazione al gruppo anche della Romania. Furono i gravissimi scontri etnici avvenuti in Transilvania nella cittadina di Târgu Mureș/Marosvásárhely tra ungheresi e rumeni nel 1990 ad allontanare la Romania di Ion Iliescu dai processi preparatori per la formazione del gruppo di cooperazione.
La cooperazione e l'alleanza fra i quattro diversi stati proseguì comunque nei diversi campi della cultura, dell'educazione, della scienza, nonché in quello dell'economia. Nel 1999 è stato istituito il Fondo Internazionale di Visegrád (in inglese International Visegrad Fund, IVF), un fondo d'investimento e aiuto finanziario con sede a Bratislava, che, in accordo con la decisione dei capi di governo dei paesi membri, dal 2005 ha un budget annuale di 3 milioni di euro. Il gruppo di Visegrád riunisce quattro degli stati post-comunisti più prosperi, che presentano un'economia di mercato relativamente affermata e un tasso di crescita piuttosto alto rispetto alla media europea.
Nel 2018 i tassi di crescita variano dal 3% al 3,8%, attirando investimenti dal resto d'Europa e da altri parti del mondo. Un dinamismo economico utilizzato anche per contare politicamente di più in Europa fino ad arrivare a scelte (dal problema migranti all'involuzione autoritaria di alcune riforme istituzionali sino a una certa insofferenza nei riguardi di Bruxelles) non in linea con i principi di appartenenza all'Unione europea.

## Ispirazione storica
La scelta di riunirsi, il 15 febbraio 1991, nella città ungherese di Visegrád è dovuta ad un incontro ivi avvenuto nel 1335 tra i sovrani Carlo I d'Ungheria, Casimiro III di Polonia e Giovanni I di Boemia. Carlo I d'Ungheria e Giovanni I concordarono sulla necessità di creare nuove vie commerciali che evitassero il centro di Vienna e di ottenere accessi più veloci ai diversi mercati europei. Un secondo incontro si svolse sempre a Visegrád nel 1339.

## Dati
Tutti i paesi del Gruppo di Visegrad fanno parte dell'Unione europea dal 2004, ma per ora solo la Slovacchia ha anche adottato l'euro come moneta, a partire dal 2009, mentre le altre nazioni non hanno ancora deciso una data per l'eventuale adozione.
|                       | Nome               | Superficie (km²) | Popolazione (abitanti) | Valuta            |
| --------------------- | ------------------ | ---------------- | ---------------------- | ----------------- |
| Polonia (bandiera)    | Polonia            | 312 685          | 38 073 745             | Złoty             |
| Rep. Ceca (bandiera)  | Repubblica Ceca    | 78 866           | 10 467 542             | Corona ceca       |
| Slovacchia (bandiera) | Slovacchia         | 49 035           | 5 389 180              | Euro              |
| Ungheria (bandiera)   | Ungheria           | 93 030           | 10 076 581             | Fiorino ungherese |
|                       | Gruppo di Visegrad | 533 616          | 64 007 048             |                   |

## Partecipanti

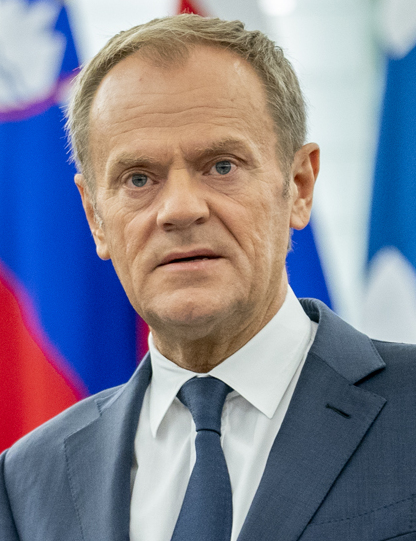
Donald Tusk, Primo Ministro della Polonia
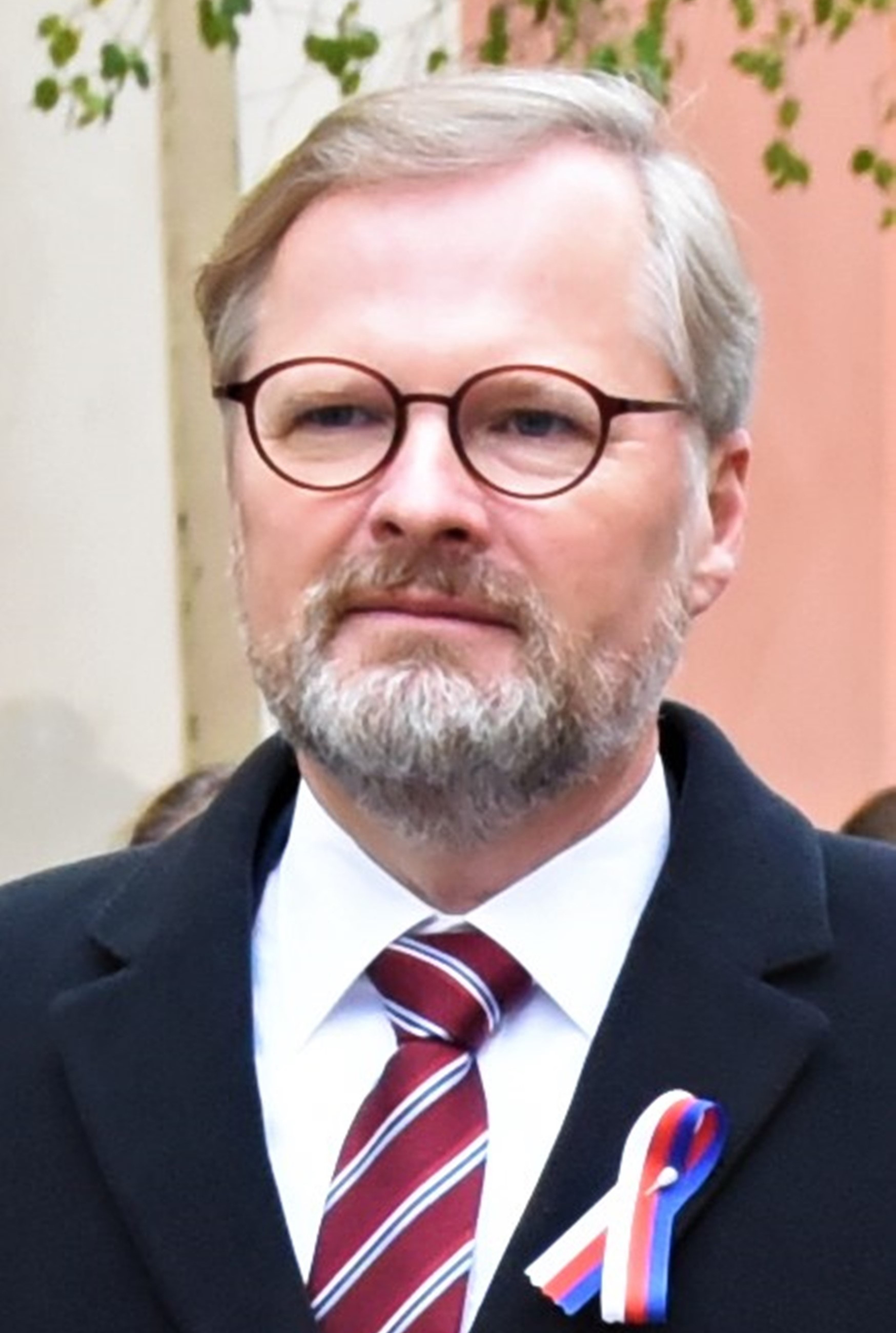
Petr Fiala, Primo Ministro della Repubblica Ceca
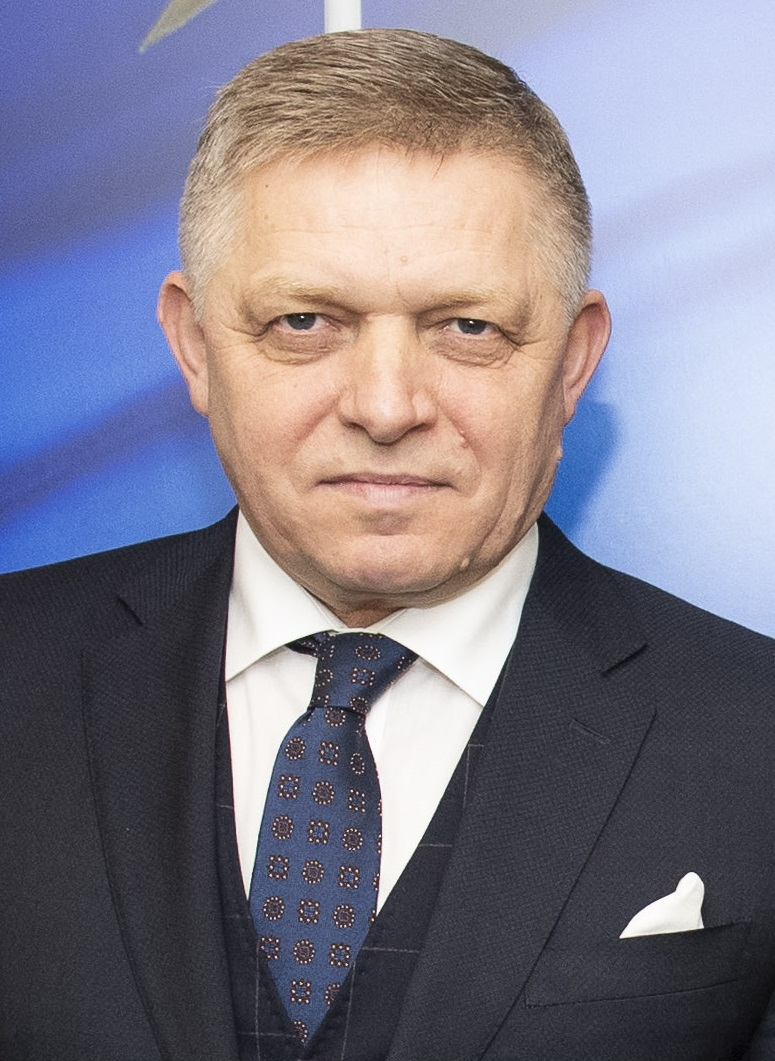
Robert Fico, Primo Ministro della Slovacchia
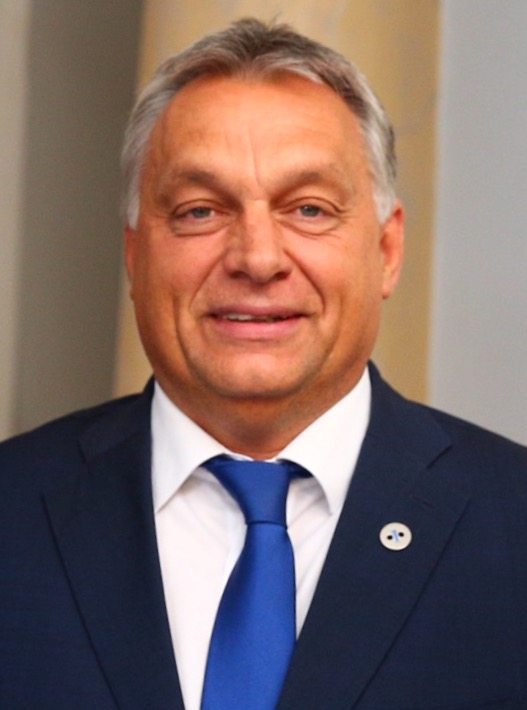
Viktor Orbán, Primo Ministro dell'Ungheria

## Presidenza del Gruppo
La presidenza del gruppo V4 cambia annualmente nel mese di giugno.
- 1999-2000 Presidenza ceca
- 2000-2001 Presidenza polacca
- 2001-2002 Presidenza ungherese
- 2002-2003 Presidenza slovacca
- 2003-2004 Presidenza ceca
- 2004-2005 Presidenza polacca
- 2005-2006 Presidenza ungherese
- 2006-2007 Presidenza slovacca
- 2007-2008 Presidenza ceca
- 2008-2009 Presidenza polacca
- 2009-2010 Presidenza ungherese
- 2010-2011 Presidenza slovacca
- 2011-2012 Presidenza ceca
- 2012-2013 Presidenza polacca
- 2013-2014 Presidenza ungherese
- 2014-2015 Presidenza slovacca
- 2015–2016 Presidenza ceca
- 2016-2017 Presidenza polacca
- 2017-2018 Presidenza ungherese
- 2018-2019 Presidenza slovacca
- 2019–2020 Presidenza ceca
- 2020-2021 Presidenza polacca
- 2021-2022 Presidenza ungherese
- 2022-2023 Presidenza slovacca[5]
- 2023–2024 Presidenza ceca
- 2024-2025 Presidenza polacca

## Sede

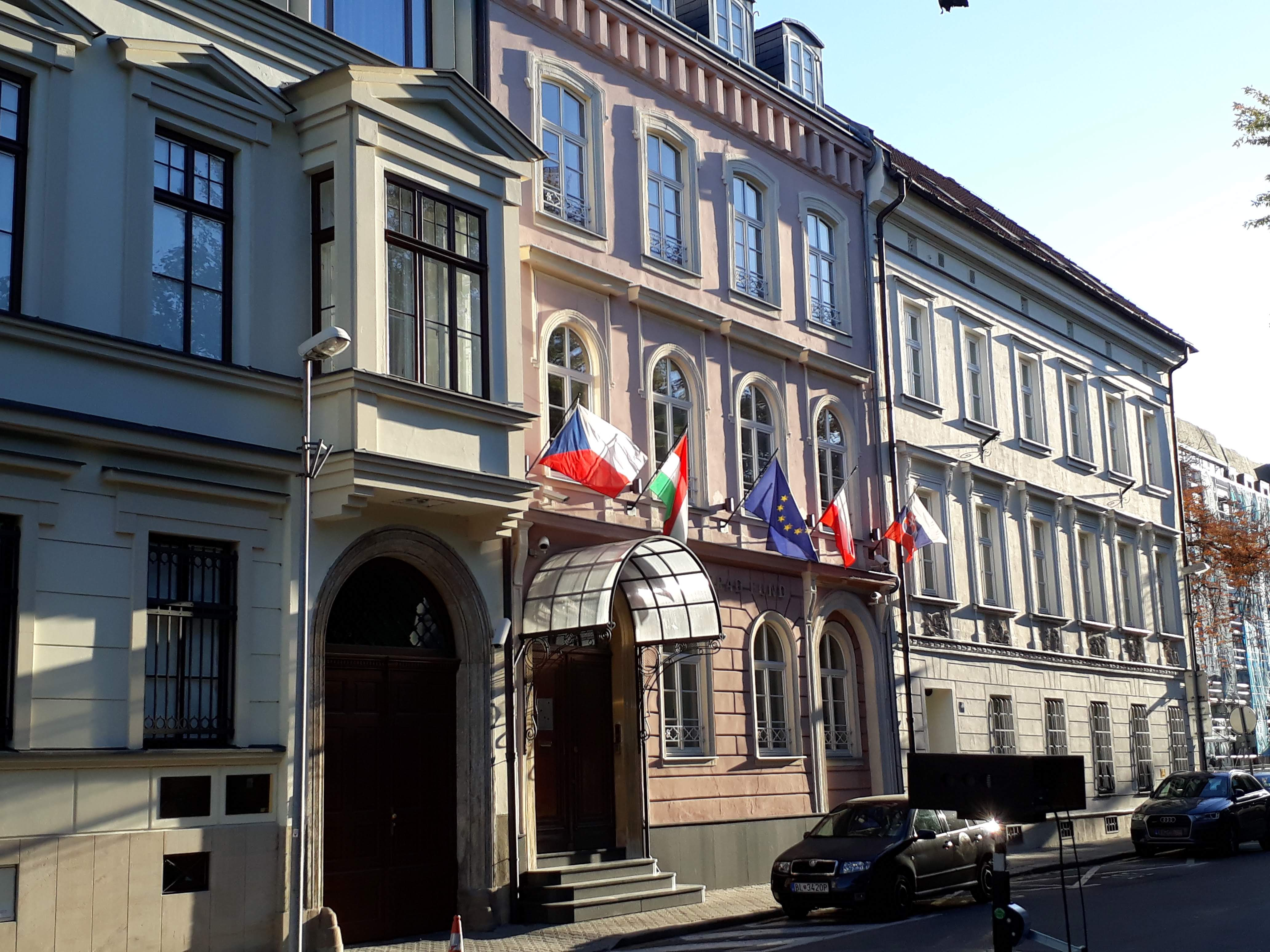
Il palazzo a Bratislava che ospita il Fondo Internazionale di Visegrad

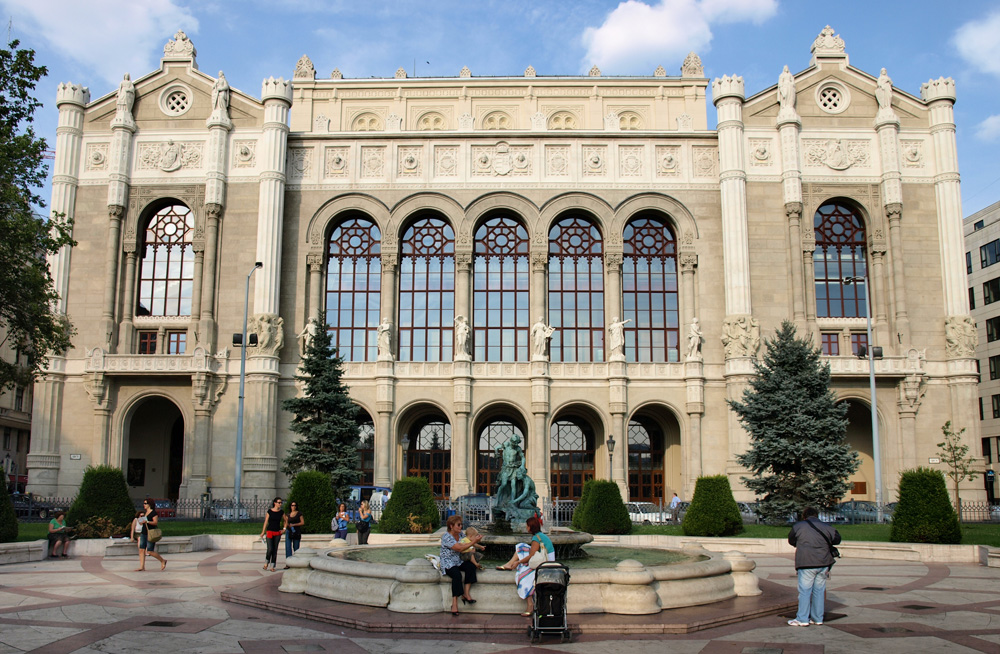
Il palazzo del Vigadó, luogo di riunioni del Gruppo di Visegrad quando si riunisce in Ungheria

Il gruppo non ha una sede fissa. L'unica sede è quella del Fondo Internazionale di Visegrad, a Bratislava, e ogni paese membro ospita le riunioni in vari edifici. 
L'Ungheria le ospita nel palazzo in stile neomoresco del Vigadó, nel cuore di Budapest non lontano dal Parlamento.